# Rio Cubatão (vattendrag i Brasilien, Santa Catarina)
Rio Cubatão är ett vattendrag i Brasilien.   Det ligger i delstaten Santa Catarina, i den södra delen av landet, 1 200 km söder om huvudstaden Brasília.
I omgivningarna runt Rio Cubatão växer i huvudsak städsegrön lövskog.